# Sid Ali Lekkam
Sid Ali Lekkam, né le 7 avril 1961 à Birkhadem (Alger), est un chanteur et interprète de chaâbi.
Lekkam interprète les qacidates (poèmes) des chioukhs (les maîtres du chaâbi) ainsi que de la poésie populaire.

## Biographie
C'est en écoutant les maîtres du genre, El Hachemi Guerouabi et Amar Lachab qu'il vient au chaâbi, en 1974, accompagné par son frère Mohamed.
Sa première cassette a été enregistrée en 1988. Sid Ali Lekkam choisit le plus souvent des textes imprégnés de sagesse que lui écrivent Mohamed Kacemi et Chérif Rahmani. Il est l'auteur de titres très connus en Algérie, tel que: Ya lati beayoub ennas, nebki w nouwah, ou encore elkhssouma